# Museo de Historia Mexicana
El Museo de Historia Mexicana es un recinto cultural que se localiza en la ciudad de Monterrey, Nuevo León, México y forma parte del complejo de 3 Museos junto con el Museo del Palacio y el Museo del Noreste (MUNE).

## Historia

### Antecedentes
En noviembre de 1992, es cuando se llevan a cabo las primeras gestiones por parte de autoridades estatales encabezadas por el gobernador del Estado de Nuevo León, Sócrates Rizzo García. 
En el año de 1993 se realizan las investigaciones para la elaboración de un guion histórico de la película acerca de Monterrey. En el que participaron destacados historiadores y arqueólogos, entre ellos se encontraban por la parte regional, el historiador Israel Cavazos y la entonces directora del Museo de Historia de Nuevo León, Marcela Guerra. La coordinación corrió a cargo de la historiadora Margarita Loera. 
Así mismo, ese mismo año se selecciona el proyecto arquitectónico. La elección recae en el realizado por los arquitectos Óscar Bulnes y Augusto Álvarez. 
La construcción se inicia oficialmente en octubre de 1993. Este dato resulta particularmente relevante puesto que pone de manifiesto la celeridad con la que se construyó el edificio, se instalaron las cerca de 1500 piezas y el gran número de interactivos y videomuros que complementan la exposición.
El museo fue inaugurado el 30 de noviembre de 1994, por el entonces presidente Carlos Salinas de Gortari y el gobernador del estado de Nuevo León, Sócrates Rizzo.

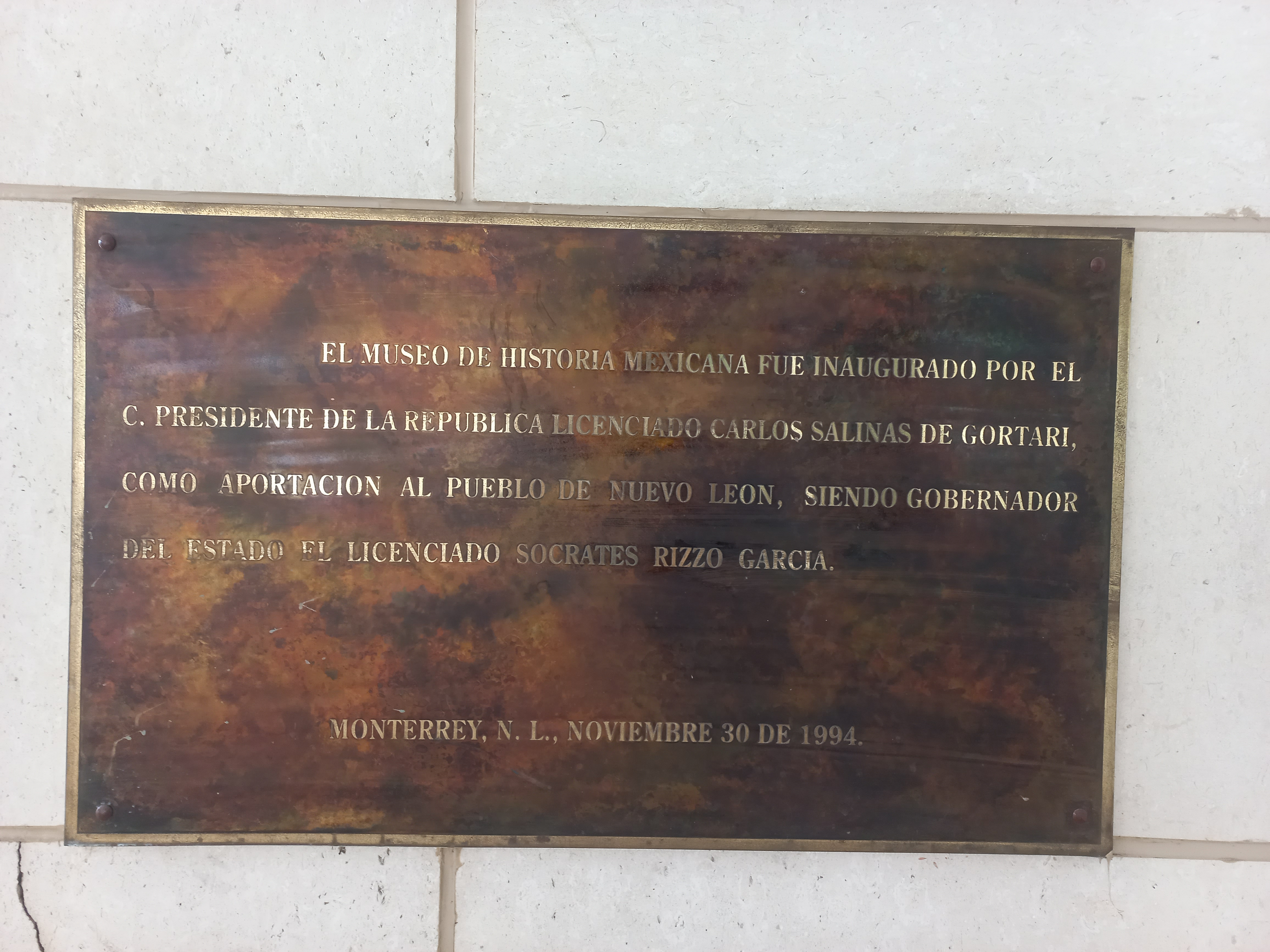
Placa de inauguración del Museo de Historia Mexicana

En 2006, el Museo de Historia produce un disco que compila tres obras de la expresión musical del desaparecido compositor Paulino Paredes Pérez otro orgullo nuevoleonés.
El título de CD fue "Cañón Huasteca" es el título del disco compacto que incluye tres obras sinfónicas del músico nacido en Tuxpan, Michoacán, el 22 de junio de 1913, pero regiomontano por adopción. Fue reconocido como representante nuevoleonés  del movimiento musical nacionalista qu se desarrolló en México durante la primera mitad del siglo 20, Paredes Peréz dejó, tras muerte 1957, un legado en obras, la mayoría inéditas que su familia decidió rescatar y difundir.
El disco fue patrocinado por Gerardo Gudiñó y Consuelo Paredes de Gudiño, familiares del compositor, con el apoyo de la Orquesta Sinfónica de la UANL y la Máxima Casa de Estudios, incluye impresión sinfónica inspirada en el paisaje nuevoleonés considerada como una de las obras más maduras de su auditoría, compuesta en 1956 y que la Orquesta Sinfónica de la UANL estrenó abril de 1997. 
El proyecto nació desde que por allá de1997, Guillermo Villarreal (compository director local)empezóa escudriñar en la música de mi papá", recordó Carlos Paredes, uno de los hijos de Paredes Peréz. La Sinfónica Universitaria, agregó se interesó entonces en grabar una serie de discos con compositores norestenses , entre Paredes Peréz, y aunque los discos en que se incluyeran su material, están aún por salir, Carrasco permitió que la familia lo utilizara para esta producción.
También se grabaron  "Cuatro Convidados ", suite para orquesta con cierto toque de humor, estrenada por la Orquesta Sinfónica de Matanzas, Cuba en 1998, bajo la batuta de Villarreal; y la Sinfónica Provinciana" que la Orquesta Sinfónica Nacional, estrenó en 1953 en el Palacio de Bellas Artes, dirigida por Guillermo Espinosa,
Durante la presentación, a cargo de maestro(Félix) Carrasco, el compositor José Hernández Gama y el crítico Silvino Jaramillo se reproducirá un fragmento de la "Sinfonía Provinciana".
En el 2013, el Patronato de los 3 Museos de Historia instituyó el Premio Museo de Historia Mexicana, con el objeto de fomentar y reconocer investigaciones históricas sobre el noreste de México. El galardón se otorga bienalmente en dos categorías, para trabajos de investigación y tesis de posgrado.Las personas ganadoras son elegidas por un jurado calificador integrado por reconocidos especialistas en el ámbito académico.

## El edificio
En un área de 15,000 m² de construcción, divididos en tres niveles, con un diseño sobrio y funcional, el Museo de Historia Mexicana alberga la exhibición histórica más importante del norte de México. 
Su concepción arquitectónica surge a partir del guion histórico y museográfico, lo cual le otorga el privilegio de contar con espacios perfectamente adaptados a sus exposiciones y a la línea temática manejada en estas. Gracias a ello fue posible, por ejemplo, el montaje en mayo de 1994 de la primera y más grande pieza con que cuenta el museo: una locomotora que fue montada a solo dos meses del inicio del levantamiento de la estructura metálica del edificio. 
El tiempo récord en que fue levantado el edificio se debe al sistema constructivo, basado en una estructura de acero prefabricado, a la que se le añaden los paramentos exteriores de piedra blanca para posteriormente montar los sistemas modulares del interior. 
Así, el edificio se planea para integrarse a la Plaza 400 Años y construir un nuevo lugar de recreo y fomento cultural para el visitante, quien desde su entrada al edificio se encuentra con un vestíbulo de gran amplitud, en cuyo perímetro se localizan el acceso a la sala de exposiciones temporales, la biblioteca y videoteca, el auditorio, audiovisual, cafetería y guardarropa.

## Salas
La Sala de Exposición Permanente se encuentra ubicada en todo el segundo piso y se divide en cinco áreas:
- Muestra desde cómo se pobló el continente americano entrelazándose con los horizontes prehispánicos de la historia mexicana: Preclásico, Clásico y Postclásico, así como una breve reseña de las principales culturas de cada horizonte y acaba con el Descubrimiento de América y la conquista Española.

- Dedicada al Virreinato y la vida durante la Colonia Española y hasta la independencia de México. Hace énfasis en la evangelización, las órdenes religiosas y la propagación de la fe cristiana. También muestra el comercio y formación de ciudades del norte.

- México del Siglo XIX, que presenta la formación de la nación desde la lucha de independencia hasta su consolidación como tal. Muestra también los esfuerzos por la reconstrucción económica que aconteció y el crecimiento hasta la Revolución mexicana y como se define la identidad actual del mexicano.

- México Moderno, expone todos los acontecimientos resultantes de la revolución y que forjaron al México actual. Hace énfasis en la industria de la región y la transformación urbana progresista que es latente en el norte del país.

- Espacio dedicado a la naturaleza y la Tierra. Muestra la riqueza biológica y diversidad de los ecosistemas de México. Está diseñada y equilibrada de acuerdo al territorio mexicano.

La Sala de Exposiciones Temporales se encuentra ubicada en el primer piso en ambos costados de las escaleras centrales y detrás de las escaleras se ubica la sala de audiovisuales.